# Старобалтачево (Балтачевський район)
Старобалта́чево (рос. Старобалтачево, башк. Иҫке Балтас) — село, центр Балтачевського району Башкортостану, Росія. Адміністративний центр Старобалтачевської сільської ради.
Населення — 5598 осіб (2010; 5601 у 2002).
Національний склад:
- башкири — 85 %